# Байки из склепа (комиксы)
«Байки из склепа» (англ. Tales from the Crypt) — серия комиксов, издававшаяся компанией EC Comics с 1950 по 1955 год. Истории для комиксов по большому счёту придумывали создатели серии Билл Гейнс и Эл Фельдштейн. Всего было издано 27 выпусков серии.

## История
Замысел, разработка и внедрение новой серии комиксов под названием «Байки из склепа» начались с сотрудничества тогдашнего владельца компании EC Comics Уильяма Гейнса с бывшим мультипликатором Элом Фельдштейном. Хранитель склепа, один из персонажей «Баек из склепа», впервые появился в Crime Patrol #15 за декабрь 1949 года.
В январе следующего года уже в другой серии комиксов — War on Crime — появился сборник «Склеп ужасов» (англ. The Vault of Horror). Уже в этих первых сборниках имел место рассказчик — Хозяин склепа. Вскоре уже появились 2 новые комиксовые серии The Crypt of Terror и The Vault of Horror. Название серии The Crypt of Terror впоследствии сменилось на Tales from the Crypt. Поэтому первый выпуск Tales from the Crypt вышел под номером 20, первые же 19 носили название The Crypt of Terror, а первые 16 номеров были детективами.
Серия достигла определённой популярности, и Гейнс решил создать ещё одну — The Haunt of Fear. В итоге было создано 3 серии комиксов, работавших в одном направлении, это The Crypt of Terror (сменившая название на Tales from the Crypt), The Vault of Horror и The Haunt of Fear. Появление и популярность этих серий позволили компании EC Comics занять достойное место среди производителей комиксов. В 1951—1955 эти 3 серии стали самыми популярными и продающимися комиксами в США, приносящими большие доходы.
В 1954 году, ввиду большого количества секса и насилия в различных комиксах, Гейнс был вызван в Подкомитет Сената по Расследованию Развращения Подростков. В этом же году была сформирована организация Comics Code Authority, занимавшаяся цензурой комиксов. Это поставило под удар серию комиксов «Байки из склепа». Последний номер серии «Байки из склепа» вышел в феврале 1955 года.

## Влияние
Серия комиксов повлияла на бывшего тогда ребёнком Стивена Кинга.